# Hajime Okumura
Hajime Okumura (Japans: 奥村一, Okumura Hajime) (Saitama, 13 januari 1925 – onbekend, 2 april 1991) was een Japans componist, muziekpedagoog, pianist, hoboïst en fagottist.

## Levensloop
Okumura studeerde muziek aan de Toyama Army School en compositieleer bij Kan'ichi Shimofusa (Japans: 下総皖一), zelf een voormalig leerling van Paul Hindemith, Tamezou Narita (Japans: 成田為三) en Kiyoshi Nobutoki (Japans: 信時 潔) aan de Tokyo National University of Fine Arts and Music (Japans: 東京藝術大学 Tōkyō Gei-jutsu Daigaku) in Tokio (nu de Tokyo University of the Arts). Akira Ifukube was een medestudent.
Okumura was docent aan de Musashino Academia Musicae in Tokio.
Als componist is hij het meest bekend door zijn werken voor harmonieorkest; hij kan beschouwd worden als een Japanse pionier in dit genre. Zeer bekend is zijn Rapsodie, een concert voor piano en harmonieorkest; verder schreef hij verschillende opera's en in de periode 1952-1965 de muziek bij een veertiental films. Okumura's stijl is meestal als eclectisch omschreven, waarbij hij tonale modernismen gebruikt.

## Composities

### Werken voor harmonieorkest
- 1966 March "The power of young people"
- 1966 March, "We believe young people"
- 1969 Suite, voor harmonieorkest
- 1970 March "Top Flying On"
- 1970 Prelude to the band's "Prayer"
- 1971 Taiyo-no-Shitani (March "under the sun"), mars
- 1972 Dance for the band "Rhapsody"
- 1976 Suite "Titibu night festival"
- 1977 Fantastic Poem "Towadako"
- 1978 Phantom power to the drum control team
- 1979 Seshun-wa-Kagirinaku (March, "Youth is endless"), mars
- 1979 Ballet "The people of Toro"
- 1980 Fantasy dramatic image "Ashura"
- 1982 Rapsodie, concert voor piano en harmonieorkest
- 1984 Funeral
- 1984 Home
- The Song of Koshigaya City

### Muziektheater

#### Opera's
| Voltooid in | titel                     | aktes | première | libretto |
| ----------- | ------------------------- | ----- | -------- | -------- |
| 1958        | 人待つ女 (Women who wait) |       |          |          |
| 1958        | 羽衣                      |       |          |          |
| 1970        | モノオペラ「静」          |       |          |          |
| 1970        | お夏狂乱                  |       |          |          |

### Werken voor koor
- 1977 April Spring, voor vrouwenkoor (SSA) en piano - tekst: Takamura Kimiko
- Oriru dance to disappear, voor vrouwenkoor (SSA) en piano - tekst: Aiba Umeko
- One oak tree
- Haruna Anthem
- The Song of Koshigaya City

### Kamermuziek
- 1969 Early Spring in Japan (Jahresanfang in Japan), voor dwarsfluit, cello en piano
  1. Allegro molto
  2. Più lento
  3. Più Allegro

### Werken voor piano
- 1949 Sonate nr. 1[2]
- 1956 Sonate nr. 2
- 1956 Sonate nr. 3
- 1956 Sonatina nr. 1
- 1960 Sonatina nr. 2
- 1961 Sonatina nr. 3
- 1961 Sonatina nr. 4
- 1963 Japanese Folk Song Collection, vol. 1 en vol. 2
- 1964 Otemoyan
- 1964 Japanese Children's Songs for Piano
- 1966 Yatai-Bayashi, voor twee piano's
- 1968 Sonatina nr. 5
- 1968 Sonata, voor twee piano's
- 1971 Preludes to three flowers
- Capriccio
- Dance Impromptu
- Kisekae ningyo
- Komoriuta (Wiegelied)
- Odori (Dans)
- Ondo no Funauta[3][4]
- Toccata
- Two Easy Pieces for Children

### Filmmuziek (een selectie)
- 1952 Nami[5]
- 1952 Gendai-jin
- 1954 Kunsho
- 1957 Waga mune ni niji wa kiezu
- 1957 O-Tora-san (おトラさん)
- 1960 Shôri to haiboku
- 1961 Hyakuman Doru O Tatakidase
- 1963 Yajû no seishun (Youth of the Beast - La Jeunesse de la bete)
- 1963 The Bastard (悪太郎 Akutarō?, ook bekend als: "The Young Rebel", "The Incorrigible One" en "Bad Boy")
- 1964 The Flower and the Angry Waves (花と怒濤 Hana to dotō?) - Les fleurs et les vagues
- 1965 Akutarô-den: Warui hoshi no shita demo